# Cấy ghép âm đạo
Ghép âm đạo hay cấy ghép âm đạo là thủ tục trong đó mô âm đạo được hiến tặng hoặc được nuôi trong phòng thí nghiệm được sử dụng để tạo ra một 'neovagina'. Nó được sử dụng nhiều nhất ở những phụ nữ có bất sản âm đạo (sự vắng mặt bẩm sinh của âm đạo).

## Bối cảnh
Bất sản âm đạo là một tình trạng y tế hiếm gặp, trong đó âm đạo không phát triển đầy đủ trước khi sinh. Những người mắc phải tình trạng này có thể có một âm đạo hình thành một phần, hoặc không có gì cả. Tình trạng này thường được điều trị bằng phẫu thuật tái tạo. Đầu tiên một không gian được phẫu thuật tạo ra nơi âm đạo thường tồn tại. Sau đó, mô từ một phần khác của cơ thể được thu hoạch, đúc thành hình dạng của âm đạo và ghép vào khoang âm đạo. Kỹ thuật này có nhược điểm đáng kể. Thông thường, các mô được cấy ghép không hoạt động bình thường như một cơ bắp, điều này có thể dẫn đến sự thích thú thấp trong quan hệ tình dục. Ngoài ra, hẹp khoang âm đạo có thể xảy ra theo thời gian. Hầu hết phụ nữ yêu cầu phẫu thuật nhiều lần trước khi đạt được kết quả khả quan. Một thay thế cho phẫu thuật tái tạo truyền thống là cấy ghép.

## Kỹ thuật hiến tặng
Trong một số ít trường hợp, một phụ nữ mắc chứng bất sản âm đạo đã được ghép âm đạo thành công do mẹ cô ấy hiến tặng. Trường hợp đầu tiên như vậy được cho là xảy ra vào năm 1970, không có dấu hiệu cơ thể từ chối diễn ra sau ba năm. In at least one case, a woman who received such a transplant was able to conceive and give birth. Trong ít nhất một trường hợp, một người phụ nữ được cấy ghép như vậy đã có thể thụ thai và sinh con. [5] Năm 1981, một bé gái 12 tuổi bị bất sản âm đạo đã được cấy ghép thành âm đạo từ mẹ. Cô đã có hoạt động tình dục bảy năm sau đó, và không có sự cố. Năm 24 tuổi, cô thụ thai và mang thai một đứa con đến hạn kỳ. Đứa trẻ được sinh ra thông qua mổ lấy thai.